# Isidore Bertheaume
Isidore (ou Julien) Bertheaume (Paris, vers 1752 - Saint-Pétersbourg, 20 mars 1802) est un violoniste et compositeur français.

## Biographie
Enfant prodige, Bertheaume est le neveu du violoniste Jacques Lemière l’aîné (mort en 1771). Selon le Mercure de France du mois d'avril 1761 à l'âge de neuf ans et demi il obtient un grand succès au Concert Spirituel avec une sonate de Lemière et une autre de Felice Giardini. Il intègre l'orchestre de l'Opéra en 1767, dont il devient le premier violon en 1774. Puis en 1788, il devient premier violon de l'orchestre de l'Opéra-Comique. Entre 1788 et 1791, il dirige l'orchestre du Concert Spirituel. En 1791, Bertheaume quitte la France et occupe plusieurs postes en Allemagne du nord jusqu'en 1801. Via Copenhague et Stockholm il émigre en Russie, où il devient premier violon dans l'orchestre de la cour du tsar. Il meurt quelques mois après son arrivée à Saint-Petersbourg.
Parmi les nombreux élèves d'Isidore Bertheaume on trouve Jean-Jacques Grasset et son neveu Charles Philippe Lafont.

## Œuvres
- Six sonates à violon seul et basse continue (1769)
- 2 Sonates pour 2 violons, op. 2
- 6 Duos pour violons, op. 3
- Deux concertos pour le violon op. 5 (1786)
- Deux symphonies concertantes pour deux violons et alto op. 6 (1787)
- Trois sonates pour le clavecin ou Piano-forte avec accompagnement de violon op. 7 (1787)